# Isuerre
Isuerre là một đô thị ở tỉnh Zaragoza, Aragon, Tây Ban Nha. Theo điều tra dân số 2004 của Viện thống kê Tây Ban Nha (INE), đô thị này có dân số là 53 người. Diện tích đô thị này là 20 ki-lô-mét vuông.

## Biến động dân số
Nguồn:
| Biến động dân số của Isuerre từ năm 1842 đến năm |      |      |      |      |      |      |      |      |      |      |      |      |      |      |          |
| 1842                                             | 1877 | 1887 | 1897 | 1900 | 1910 | 1920 | 1930 | 1940 | 1950 | 1960 | 1970 | 1981 | 1991 | 2001 |          |
| 212                                              | 394  | 358  | 335  | 347  | 356  | 373  | 302  | 271  | 277  | 215  | 86   | 58   | 63   | 57   | {{{33}}} |